# Loriguilla
Loriguilla – gmina w Hiszpanii, w prowincji Walencja, we wspólnocie autonomicznej Walencja, o powierzchni 72,42 km². W 2011 roku liczyła 1827 mieszkańców.